# انابد
اَنابَد () نام شهری در بخش انابد، شهرستان بردسکن، استان خراسان رضوی، ایران است. جمعیت این شهر در سال ۱۳۹۵ برابر با ۶٬۱۸۶ نفر (در ۱٬۸۶۱ خانوار) نفر بوده است. انابد در تاریخ ۱۲ خرداد ۱۳۷۹ از روستا به شهر ارتقا یافت. از محصولات مهم این شهر می‌توان به انار، پسته، پنبه، یونجه، گندم، جو، کلزا، ذرت علوفه‌ای، زیره، خربزه و هندوانه آجیلی اشاره کرد. در سال ۱۳۹۲، ۳۴۰ تن وش پنبه از ۹۲ هکتار اراضی انابد برداشت شد که در مقایسه با سال پیش از این ۸۰۰ کیلوگرم وش پنبه اضافه شده بود که بزرگ‌ترین تولیدکننده پنبه در شهرستان بردسکن گردید. این شهر در دامنه‌های جنوبی رشته‌کوه کوهسرخ قرار دارد. یکی از ویژگی‌های شهر انابد وجود قنات و میدان آب است که قدمتی بالغ بر ۳۰۰ سال دارد. شهر انابد مرکز بخش انابد می‌باشد که با توجه به وسعت ۵٬۱۲۵ کیلومتری آن بخش عشایری، تنها دبیرستان شبانه‌روزی عشایری استان در این شهر قرار دارد. انابد و بخش آن به‌دلیل وجود شرکت کشت و صنعت آستان قدس رضوی با بیش از ۲۰۰ حلقه قنات و چاه موتور در بحث تولید محصولات کشاورزی و دامپروری به قطب کشاورزی و دامپروری شهرستان و در برخی محصولات مثل پنبه و زیره به تولیدکننده نخست استان تبدیل شده است. انابد با وجود معادن غنی مس بخش انابد به‌عنوان قطب مس شرق ایران نیز شناخته می‌شود. در بحث جاذبه‌های گردشگری نیز می‌توان از کویر ملک بابو، مناطق عشایری، گله‌های شتر، آب‌انبار درونه، آب‌انبار باب‌الحکم، بادگیرهای روستای باب‌الحکم، قلعه دختر درونه، امامزاده سید هاشم انابد و مزار پیر سرنخواب اشاره کرد.

## وجه تسمیه
در وجه تسمیه آن چند نظر قابل توجه است: اول اینکه این محل ابتدا به علت داشتن باغ‌های انار زیاد و مرغوب، انارآباد نام داشته است و به تدریج به انارباد-اناربد و انابد تبدیل شده است. نظر دیگر این است که این لفظ اشاره به‌آبادی دور است یعنی ابتدا «آن آبادی» بوده است و به تدریج آن آباد و اناباد و انابد شده است. نظر دیگر این است که ابتدا آن رباط (اشاره به کاروانسرا) بوده است که به مرور آنارباط-آناربط و انابط و انابت شده است.

## پیشینه
با توجه به وجود موقوفه‌های زیاد از جمله موقوفه بزرگ سوم شعبان که توسط مردم وقف آستان قدس رضوی و علی بن موسی الرضا و حسین بن علی شده است، این شهر به شهر رضوی معروف است. همچنین این ناحیه به عنوان دروازه ورودی جنوب‌غربی استان خراسان رضوی محسوب می‌شود و هرسال میزبان هزاران زائر امام هشتم می‌باشد. آرامگاه امامزاده سیدهاشم انابد و قطب فرهنگی این شهر است. از سال ۱۳۸۰ شهرداری تشکیل و اولین شهردار امین‌الله مقصود بود که مدت ۴٫۵ سال خدمت نمود و پس از وی دومین شهردار حامد علوی می‌باشد.

## مردم

### جمعیت
بر پایه سرشماری عمومی نفوس و مسکن در سال ۱۳۹۵ جمعیت این شهر ۶٬۱۸۶ نفر (در ۱٬۸۶۱ خانوار) بوده است.

### زبان و گویش
مردم انابد به زبان فارسی و به گویش کاشمری سخن می‌گویند.

## موقعیت جغرافیایی
این شهر از طرف شمال با شهرستان ششتمد و بخش روداب سبزوار، از غرب و شمال‌غرب با بخش بیارجمند شاهرود، از جنوب با شهرستان عشق‌آباد، از شمال‌شرق با دهستان کوهپایه بردسکن، از شرق با شهر بردسکن، و از جنوب‌شرق با بخش شهرآباد بردسکن همسایه است. قابل ذکر است که این شهر در محور کاشمر-بیارجمند (شاهرود) قرار دارد.

## اماکن تاریخی، آثار باستانی و جهانگردی
- امامزاده سید هاشم انابد[۶]

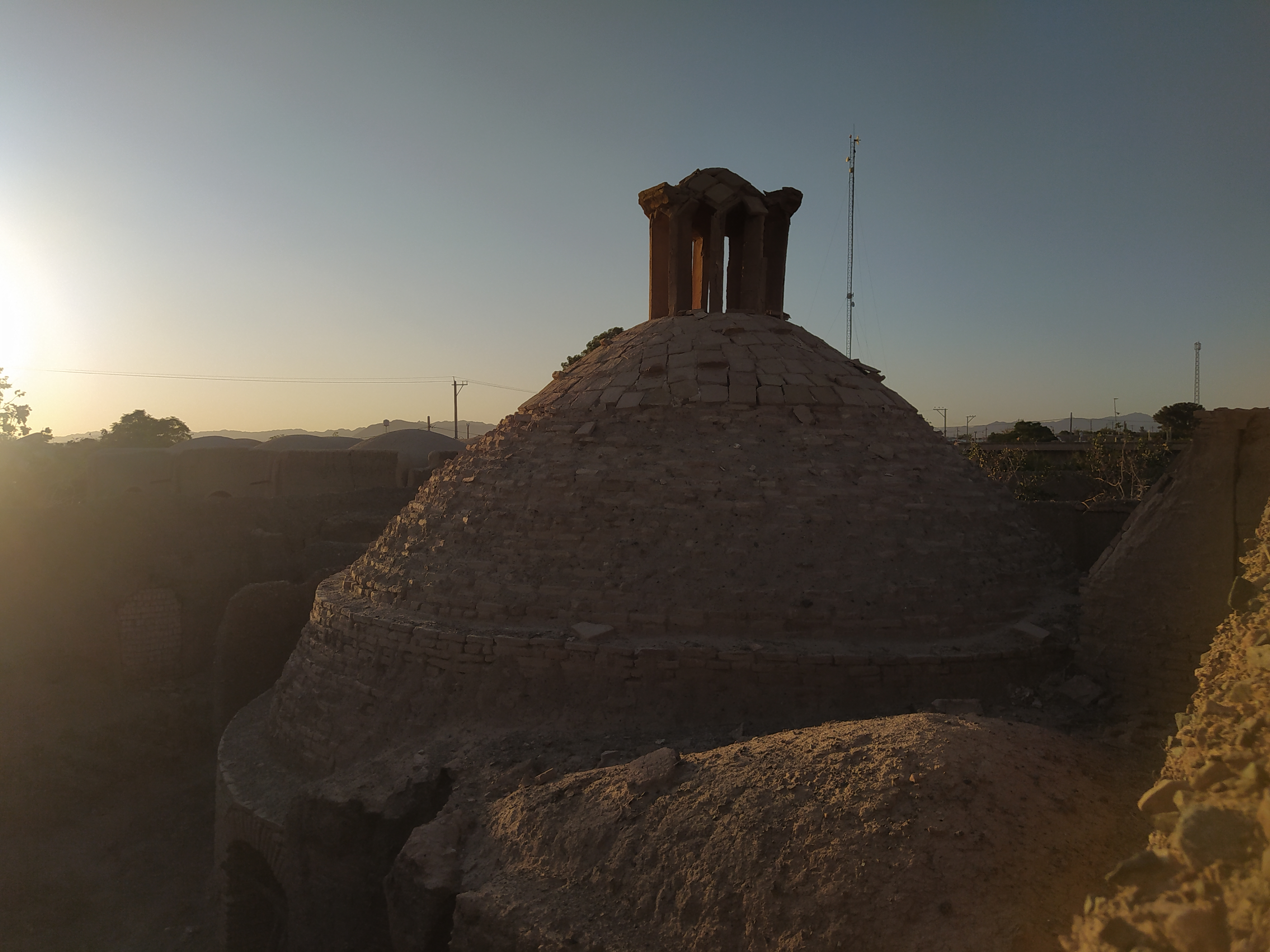
آب‌انبار باب‌الحکم

- امامزاده سید هاشم سرنخواب؛ معروف به مزار پیر سرنخواب[۸]
- آب‌انبار باب‌الحکم[۹]
- پناهگاه حیات وحش دشت لاغری[۱۰]
- غار درونه[۱۱]
- خانه شازده[۱۲]
- خانه علوی[۱۳]
- دهانه آب درونه[۱۴]
- قلعه دختر درونه[۱۵]
- مسجد حطیطه[۱۶]
- منطقه حفاظت‌شده درونه[۱۷]
- کویر ملک بابو[۱۸]

## مراکز درمانی

### درمانگاه‌ها
- مرکز بهداشتی درمانی انابد[۱۹]

## کتابخانه‌ها
- کتابخانه ابن سینا[۲۰]